# LLYLM
LLYLM (abbreviazione di Lie like You Love Me) è un singolo della cantante spagnola Rosalía, pubblicato il 27 gennaio 2023.

## Antefatti
Rosalía ha diffuso una prima anteprima del brano a gennaio 2023, attraverso un video ritraente la cantante insieme all'allora fidanzato Rauw Alejandro in vacanza a Tokyo; alti estratti del brano sono stati pubblicati nelle settimane seguenti sulla piattaforma TikTok. La data di pubblicazione è stata confermata il 18 gennaio 2023, mentre la copertina ufficiale è stata rivelata cinque giorni più tardi.

## Tracce
Testi di Rosalía Vila Tobella, musiche di Rosalía Vila Tobella, Karl Schuster, Noah Goldstein, Daniel Aged, Dylan Wiggins e David Rodríguez.
1. LLYLM – 2:54

## Classifiche

### Classifiche settimanali
| Classifica (2023) | Posizione massima |
| ----------------- | ----------------- |
| Argentina         | 86                |
| Belgio (Vallonia) | 12                |
| Francia           | 34                |
| Grecia            | 80                |
| Italia            | 74                |
| Paraguay          | 143               |
| Spagna            | 4                 |
| Svizzera          | 32                |

### Classifiche di fine anno
| Classifica (2023) | Posizione |
| ----------------- | --------- |
| Francia           | 174       |
| Spagna            | 47        |